# Thibault Klidjé
Thibault Klidjé (* 10. Juli 2001 in Hahotoe-Vo) ist ein togoischer Fußballspieler, der aktuell bei Hibernian Edinburgh und der togoischen Nationalmannschaft spielt.

## Karriere

### Verein
Klidjé begann seine fußballerische Ausbildung in Togo bei Vereinen wie Future Stars Agoe, Espoir Tsevie und dem Gomido FC. Ende Februar 2020 wechselte er in die zweite Mannschaft von Girondins Bordeaux. Dort spielte er 2020/21 bis zum vorzeitigen Abbruch der Saison aufgrund der COVID-19-Pandemie noch in einem Fünftligaspiel. In der Saison 2021/22 erhielt er vermehrt Einsatzzeit bei der zweiten Mannschaft und stand ab dem Frühjahr 2022 häufiger bei Spielen der Ligue-1-Mannschaft im Kader. Am 29. Spieltag kam er dort zu seinem Profidebüt auf Vereinsebene, als er bei einer 0:2-Niederlage gegen den HSC Montpellier in der Halbzeit ins Spiel kam. Insgesamt spielte er in der Spielzeit 2021/22 fünfmal in der höchsten französischen Spielklasse, stieg mit der Mannschaft am Saisonende jedoch in die Ligue 2 ab.
Nach dem Abstieg Bordeauxs wechselte Klidjé Ende August 2022 zum Schweizer Super-League-Verein FC Luzern. Dort spielte er in seiner ersten Spielzeit 14 Mal, ehe er von April bis September 2023 aufgrund einer Meniskusverletzung ausfiel. Nach seiner Genesung schoss er Mitte Dezember (17. Spieltag) bei einem 1:1-Unentschieden gegen den FC Zürich sein erstes Tor im Profibereich überhaupt. Insgesamt traf er 2023/24 viermal in 22 Ligaeinsätzen. In der anschließenden Saison 2024/25 konnte er sich weiter steigern und wurde mit zehn Toren in 37 Ligaspielen der beste Torschütze seiner Mannschaft.
Im Juli 2025 wechselte Klidjé mit einem Dreijahresvertrag zu Hibernian Edinburgh nach Schottland.

### Nationalmannschaft
Klidjé spielte im Mai 2018 einmal für die togoische U21-Nationalmannschaft und stand zwei Monate zuvor auch schon im Kader der A-Nationalmannschaft. Am 9. Oktober 2021 wurde er zehn Minuten vor Schluss in einem WM-Qualifikationsspiel gegen die Republik Kongo eingewechselt und gab somit sein Debüt im Nationaltrikot. Im März 2022 spielte er zwischenzeitlich zweimal für die U23-Nationalmannschaft Togos, wobei er auch zweimal traf.